# Franz Mayinger
Franz Mayinger (* 2. September 1931 in Augsburg; † 24. Juni 2021) war ein deutscher Thermodynamiker. Seine Forschungsrichtungen umfassten die Verbrennungstechnik, optische Messverfahren und deren Anwendungen sowie die Thermofluiddynamik. Er war der Vater der Medizinerin Brigitte Mayinger.

## Leben
Nach dem Abitur am Humanistischen Gymnasium St. Stephan in Augsburg studierte Mayinger ab 1951 Maschinenwesen an der Technischen Hochschule München. Er war von 1956 bis 1962 wissenschaftlicher Assistent am Lehrstuhl und Institut für Thermodynamik der Technischen Hochschule München und promovierte dort 1961. 1962 wechselte in der Industrie und wurde Oberingenieur und Leiter der Forschungsabteilung für Kern- und Verfahrenstechnik der MAN Nürnberg. Er kehrte 1969 an die Hochschule zurück und wurde o. Professor und Direktor des Instituts für Verfahrenstechnik der Universität Hannover. Danach war er 18 Jahre bis zu seiner Emeritierung 1999 als Inhaber des Lehrstuhl für Thermodynamik an der Technischen Universität München.
Er war darüber hinaus von 1995 bis 1999 Gründungsdekan der Fakultät für Angewandte Naturwissenschaften der Universität Bayreuth und übernahm dort im Anschluss den Vorsitz des Hochschulrates. Daneben war er von 1998 bis 2002 Leiter der Bayerischen Elite-Akademie.

## Forschung
Mayingers Forschungsschwerpunkt lag auf dem Gebiet der Thermofluiddynamik. Hier befasste er sich zunächst mit Stoffwerten und Wärmeübertragungsphänomenen vor allem im Zusammenhang mit mehrphasigen Strömungen, wie sie in Reaktoren und verfahrenstechnischen Apparaten vorkommen. Eine Spezialität, die hohe wissenschaftliche Anerkennung gefunden hat, war der frühe Einsatz von selbst entwickelten optischen Messverfahren sowie seinen Beiträgen zur Reaktorgestaltung und -sicherheit. An der TU München baute Mayinger den Lehrstuhl A für Thermodynamik konsequent aus und konzentrierte sich hier im Wesentlichen auf die Disziplinen Mehrphasenströmungen, Wärme- und Stoffübertragung, Verbrennung sowie das Process Engineering – der Umsetzung in effizientere technische Verfahren.

## Wissenschaftliche Gesellschaften und Ehrungen
Mayinger war Mitglied der Braunschweigischen Wissenschaftlichen Gesellschaft (von 1978 bis 1982 ordentliches, danach korrespondierendes Mitglied), der Bayerischen Akademie der Wissenschaften (seit 1989), des acatech – Konvent für Technikwissenschaften der Union der deutschen Akademien der Wissenschaften (seit 2002) und der European Academy of Sciences and Art (seit 1998).
Er wurde 1991 mit dem Max Jakob Memorial Award der American Society of Mechanical Engineers und des American Institute of Chemical Engineers ausgezeichnet. Er ist Ehrendoktor der Universität Hannover (1994) und der Universität Bayreuth (2006). Er erhielt 1990 das Verdienstkreuz 1. Klasse des Verdienstordens der Bundesrepublik Deutschland, 1995 die Pro Meritis-Medaille des Bayerischen Ministers für Wissenschaft und Kunst und den Bayerischen Verdienstorden, 1998 den Bayerischen Umweltpreis und 2001 den Bayerischen Maximiliansorden für Wissenschaft und Kunst. Darüber hinaus wurde er im Jahre 2000 mit dem Ernest-Solvay-Preis für exzellente wissenschaftliche Forschung geehrt.
Er war von 1987 bis 1994 Mitglied des Executive Committees des International Centre for Heat and Mass Transfer (Vorsitz 1990–1992) und von 1979 bis 1984 Mitglied des Senats der Deutschen Forschungsgemeinschaft.

## Politisch beratende Gremien
Mayinger war Mitglied der Reaktor-Sicherheitskommission beim Bundesminister des Innern und später beim Bundesminister für Umwelt von 1971 bis 1992 und hatte in den Jahren 1983, 1984 und 1990 den Vorsitz inne. Darüber hinaus war er Vorsitzender der Störfallkommission des Bundesministeriums für Umwelt, Naturschutz und Reaktorsicherheit von 1992 bis 1995.
Neben der Beratung zu Fragen der Reaktorsicherheit war Mayinger auch in der wissenschaftspolitischen Beratung tätig. So war er von 1991 bis 1996 Mitglied des Wissenschaftsrates und von 1993 bis 1999 Mitglied des Wissenschaftlich-Technischen Beirates der Bayerischen Staatsregierung.

## Schriften
- Mayinger, Franz: Optical measurements. Springer, Berlin, New York 1994, ISBN 3-540-56765-8.
- Hauf, Werner; Grigull, Ulrich; Mayinger, Franz: Optische Messverfahren der Wärme- und Stoffübertragung. Springer, Berlin 1991, ISBN 3-540-53073-8.
- Franz Mayinger, Karl Stephan, Karlheinz Schaber, Peter Stephan: Thermodynamik. Grundlagen und technische Anwendungen. Springer, 1998, ISBN 3-540-22035-6.
- Franz Mayinger: Strömung und Wärmeübergang in Gas-Flüssigkeits-Gemischen. Springer, Wien 1982, ISBN 3-211-81668-2.
- ca. 350 Aufsätze über Thermodynamik, Wärmeübertragung, Zweiphasen-Strömung, Energietechnik, optische Messmethoden und Reaktorsicherheit